# Ahornalmhütte
Die Ahornalmhütte, auch Kirchdorfer Hütte und Kasberg Hütte, ist eine Schutzhütte der Kategorie I der Sektion Kirchdorf des Österreichischen Alpenvereins in den Oberösterreichischen Voralpen. Die Hütte befindet sich auf 1336 m ü. A. südlich der Schwalbenmauer im Kasbergmassiv. Die gepachtete Ahornalm wurde 1937 umgebaut zur Skihütte und war Ende 1937 bereits offen. Von 1963 bis 1968 wurde sie erweitert, 1999 generalsaniert und 2010 die sanitären Anlagen erweitert.

## Zustieg
- Weg 433: Vom Brunnental bei Steyrling östlich des Kasbergs durch den Katzengraben, Gehzeit: etwa 2½ Stunden.